# Йоганнесбург (водоспад)
Йоганнесбург (англ. Johannesburg Falls) — водоспад, один із найвищих в Північній Америці (3-тє місце), розташований у штаті Вашингтон, в США.

## Географія
Водоспад Йоганнесбург розташований на території національного парку Норт-Каскейдс, в окрузі Скеджіт, на півночі штату Вашингтон, в північно-західній частині Сполучених Штатів Америки. Водоспад утворений багатьма невеликими потоками (в басейні річка Каскадної), які течуть з невеликих безіменних льодовиків на горі Йоганнесбург (2499 м). Падає 3-ма уступами із сумарної висоти 751 м. Висота найбільшого уступу — 244 м. Водоспад має середню ширину — 2 м, середньорічна витрата води — 1 м³/с. Займає 19-те місце у світі за висотою, 5-те — із водоспадів Сполучених Штатів Америки, та 2-ге — на континентальній частині США.